# Pat Boone
Patrick Charles Eugene "Pat" Boone (Jacksonville, Florida; 1 de junio de 1934) es un cantante, compositor y  actor estadounidense, uno de los más célebres cantantes pop de los años 1950 y comienzos de los años 1960. 
Entre sus éxitos se encuentran versiones de canciones hechas por cantantes negros del genero musical: Rhythm & Blues (cuando todavía existía la segregación racial en su nivel mas descarnado). Vendió más de 45 millones de álbumes, tuvo 38 éxitos Top 40 y ha aparecido en más de 12 películas de Hollywood. Su talento como cantante y actor, junto con su defensa de las tradiciones y valores estadounidenses, contribuyó a su popularidad en los primeros años del Rock & Roll. 
De acuerdo con Billboard, Boone fue el segundo más grande artista en las listas de popularidad de finales de los años 50s, solo por detrás de Elvis Presley, pero por delante de Ricky Nelson y de The Platters, y se situó en el No. 9 -detrás de The Rolling Stones y Paul McCartney, pero por delante de artistas como Aretha Franklin y The Beach Boys -en su lista de los Top 100 Artistas Top 40 1955-1995.
Boone aún mantiene la marca de 220 semanas consecutivas en las listas de éxitos con una o más canciones cada semana. A la edad de veintitrés años, él comenzó a presentar un programa de media hora en la serie de televisión ABC, "El Pat Boone Chevy Showroom", que se transmitió durante 115 episodios (1957-1960). Muchos artistas musicales, incluyendo a Eddie Adams, Andy Williams, Pearl Bailey y Johnny Mathis hicieron apariciones en el show. Sus versiones de éxitos de Rhythm & Blues tuvieron un efecto notable en el desarrollo de la gran popularidad del Rock & Roll. 
Durante sus giras en la década de 1950, se encontró con Elvis Presley en uno de los actos de apertura en Cleveland, Ohio, en 1955 en donde Elvis inicio su presentación.
Como escritor, Boone tuvo un No. 1 best-seller en la década de 1950s (Twixt doce y veinte, Prentice-Hall). En la década de 1960, se centró en la música Góspel y es miembro del "Salón de la Fama de Música Góspel". 
Boone sigue actuando y también se dedica a hablar como orador motivacional, como personalidad de la televisión, y como comentarista político conservador.